# Achondrostoma
Az Achondrostoma a sugarasúszójú halak (Actinopterygii) osztályának pontyalakúak (Cypriniformes) rendjébe, ezen belül a pontyfélék (Cyprinidae) családjába tartozó nem.

## Rendszerezés
A nembe az alábbi 4 faj tartozik:
- Achondrostoma arcasii (Steindachner, 1866)
- Achondrostoma occidentale (Robalo, Almada, Sousa Santos, Moreira & Doadrio, 2005)
- nagypikkelyű koncér (Achondrostoma oligolepis) (Robalo, Doadrio, Almada & Kottelat, 2005)
- Achondrostoma salmantinum Doadrio & Elvira, 2007